# Municipio de La Paloma
El municipio de La Paloma es uno de los municipios del departamento de Rocha, Uruguay.

## Ubicación
El municipio se encuentra situado en la zona suroeste del departamento de Rocha, con costas sobre el océano Atlántico y la laguna de Rocha.

## Características
El municipio de La Paloma fue creado por Ley N.º 18653 del 15 de marzo de 2010, y forma parte del departamento de Rocha. Comprende el distrito electoral ECG de ese departamento. Sus límites quedaron determinados a través del decreto 05/10 de la Junta Departamental de Rocha y su sede es la ciudad de La Paloma.
Forman parte del municipio las siguientes localidades:
| - La Paloma - La Aguada - Costa Azul - Arachania - Diamante de La Pedrera | - Antoniópolis - La Pedrera - Punta Rubia - Santa Isabel - San Antonio |

## Autoridades
La autoridad del municipio es el Concejo Municipal, compuesto por el Alcalde y cuatro Concejales.
| Nº | Alcalde                         | Partido          | Inicio del mandato      | Fin del mandato         | Observaciones                                                         | Concejales                                                                    |
| -- | ------------------------------- | ---------------- | ----------------------- | ----------------------- | --------------------------------------------------------------------- | ----------------------------------------------------------------------------- |
| 1  | Alcides Perdomo                 | Frente Amplio FA | 9 de julio de 2010      | 8 de febrero de 2015    | Alcalde elegido                                                       |                                                                               |
| —  | Lourdes Franco                  | Frente Amplio FA | 8 de febrero de 2015    | 9 de julio de 2015      | Alcaldesa interina                                                    |                                                                               |
| 2  | José Luis Olivera               | Frente Amplio FA | 9 de julio de 2015      | 13 de febrero de 2020   | Alcalde elegido                                                       | Ruben González (FA) Alcides Perdomo (FA) Rafael Iza (PN) Hugo Silveira (PN)   |
| —  | Ruben González                  | Frente Amplio FA | 13 de febrero de 2020   | 26 de noviembre de 2020 | Alcalde interino                                                      |                                                                               |
| 3  | Alcides Manuel Perdomo Saporiti | Frente Amplio FA | 27 de noviembre de 2020 | 21 de agosto de 2021    | Alcalde elegido                                                       | José Silvera (FA) José Olivera (FA) Milton Brañas (PN) Amilcar Rodríguez (PN) |
| 4  | Sergio Muniz                    | Frente Amplio FA | 23 de agosto de 2021    | julio de 2025           | Alcalde suplente. Asume la alcaldía tras la muerte de Alcides Perdomo |                                                                               |